# كيفن تراسي
كيفن تراسي (بالإنجليزية: Kevin J. Tracey) هو طبيب أعصاب ومخترع، وهو الرئيس والمدير التنفيذي لمعهد فينشتاين للبحوث الطبية، كما يشغل منصب أستاذ جراحة الأعصاب والطب الجزيئي في مدرسة دونالد وباربرا زوكر للطب في جامعة هوفسترا، و رئيس مدرسة الممزى العليا للطب الجزيئي في مانهاسيت، نيويورك.

## النشأة
وُلد تراسي في فورت واين، إنديانا في 10 ديسمبر 1957. وحصل على درجة الماجستير من كلية بوسطن في عام 1979، ثم الدكتوراه من جامعة بوسطن في عام 1983. وفي الفترة من 1983 إلى 1992، تدرب على جراحة المخ الأعصاب في مستشفى نيويورك بجامعة كورنيل تحت إشراف الدكتورراسل باترسون. شغل أيضًا خلال هذا الوقت محقق ضيف في جامعة روكفلر.

## التعيينات الأكاديمية
انتقل تراسي في عام 1992 إلى مستشفى نورثويل، في مانهاسيت، نيويورك، حيث مارس جراحة المخ والأعصاب، وأنشأ مختبر العلوم الطبية الحيوية. في عام 2005 تم تعيينه رئيسًا ومدير تنفيذي لمعهد فاينشتاين للبحوث الطبية، وأستاذ ورئيس مدرسة إلمزي العليا للطب الجزيئي في مانهاسيت، نيويورك.

## الأبحاث
يدرس تراسي آلية الالتهاب، ويعمل حاليًا على اكتشاف الآلية التي تسيطر الخلايا العصبية من خلالها على جهاز المناعة.
وصف تراسي في أوائل الثمانينات مع ستيفن لوري وأنطوني سيرامي عامل نخر الورم ألفا. وأعقب ذلك تقرير أن الأجسام المضادة وحيدة النسيلة المضادة لعامل نخر الورم ألفا يمكن استخدامها بشكل فعال كعامل علاجي. وأكدت الأبحاث في وقت لاحق أن عامل نخر الورم ألفا هو وسيط الصدمة الإنتانية، وليس عملية الإنتان. عرّف تريسي في وقت لاحق بروتينًا، يسمى الآن HMGB1، كوسيط في عملية الإنتان.
اقترح تراسي آلية للتحكم العصبي لعامل نخر الورم ألفا و HMGB1 للحفاظ على التوازن المناعي، الذي وصفه ب «المنعكس الالتهابي».
في عام 2007 شارك تراسي في تأسيس شركة تدعى سيتوبوينت ميديكال والتي تهدف إلى تطوير أجهزة تحفيز العصب المبهم لعلاج أمراض المناعة الذاتية.

## الجوائز والمراتب
- زميل الجمعية الأمريكية لتقدم العلوم عام 2015
- دكتوراه فخرية من معهد كارولينسكا 2009[15]
- درجة باحث في علم المناعة.[16]

## الكتب والمؤلفات
- التسلسل قاتل: القاتل داخل الكتاب.[17][18]
- رئيس تحرير مجلة بيو إليكترونيك مديسين

## روابط خارجية
- الموقع الرسمي